# Nakajima (Familienname)
Nakajima ist ein japanischer Familienname.

## Namensträger
- Akiko Nakajima (* 1975), japanische Sängerin (Sopran)
- Aoi Nakajima (1945–1991), japanische Schauspielerin
- Nakajima Atsushi (1909–1942), japanischer Schriftsteller
- Nakajima Chikuhei (1884–1949), japanischer Geschäftsmann und Politiker
- Daisuke Nakajima (* 1989), japanischer Automobilrennfahrer
- Emi Nakajima (* 1990), japanische Fußballspielerin
- Gentarō Nakajima (1929–1992), japanischer Politiker
- Gō Nakajima, japanischer Pianist
- Hanayo Nakajima (* 1970), japanische Künstlerin, Fotografin und Musikerin
- Haruo Nakajima (1929–2017), japanischer Schauspieler
- Hiraku Nakajima (* 1962), japanischer Mathematiker
- Hiroko Nakajima (* 1948), japanische Malerin
- Hiroshi Nakajima (1928–2013), japanischer Generaldirektor der WHO
- Hiroshi Nakajima (Fechter) (* 1943), japanischer Fechter
- Hisae Nakajima (* um 1975), japanische Jazzpianistin
- Isileli Nakajima (* 1989), japanischer Rugby-Union-Spieler
- Issey Nakajima-Farran (* 1984), kanadischer Fußballspieler
- Nakajima Itarō (1911–1993), japanischer Sprinter
- Jō Nakajima (* 1980), japanischer Fußballspieler
- Kazuki Nakajima (* 1985), japanischer Rennfahrer
- Nakajima Kenzō (1903–1979), japanischer Literaturkritiker und Übersetzer
- Kō Nakajima (1941–2025), japanischer Videokünstler
- Kōji Nakajima (* 1977), japanischer Fußballspieler
- Nakajima Kōzō (1852–1934), japanischer Bildhauer, siehe Takamura Kōun
- Nakajima Kumakichi (1873–1960), japanischer Unternehmer und Politiker
- Mamoru Nakajima (1935–2013), japanischer Politiker
- Masao Nakajima (* 1953), japanischer Jazzmusiker
- Megumi Nakajima (* 1989), japanische Synchronsprecherin und Sängerin
- Mineo Nakajima (1936–2013), japanischer Soziologe
- Motohiko Nakajima (* 1999), japanischer Fußballspieler
- Nakajima Nobuyuki (1846–1899), japanischer Politiker
- Osamu Nakajima (1937–2013), japanisch-österreichischer Bildhauer
- Reiji Nakajima (* 1979), japanischer Fußballspieler
- Riho Nakajima (* 1978), japanische Synchronschwimmerin
- Sadao Nakajima (Physiker) (1923–2008), japanischer Physiker
- Sadao Nakajima (Regisseur) (* 1934), japanischer Filmregisseur und Drehbuchautor
- Saki Nakajima (Synchronsprecherin) (* 1978), japanische Synchronsprecherin
- Saki Nakajima (* 1994), japanische Sängerin, Mitglied von Cute
- Satoru Nakajima (* 1953), japanischer Automobilrennfahrer
- Sena Nakajima (* 2006), japanische Schauspielerin und Model
- Shigeo Nakajima (* 1954), japanischer Boxer
- Shōgo Nakajima (* 1993), japanischer Eishockeyspieler
- Shōya Nakajima (* 1994), japanischer Fußballspieler
- Shun Nakajima (* 2002), japanischer Fußballspieler
- Shun’ichi Nakajima (* 1982), japanischer Fußballspieler
- Taiga Nakajima (* 1999), japanischer Fußballspieler
- Takaharu Nakajima (* 1983), japanischer Eisschnellläufer
- Takanori Nakajima (* 1984), japanischer Fußballspieler
- Takuma Nakajima (* 1995), japanischer Fußballspieler
- Teruto Nakajima (* 2001), japanischer Eishockeyspieler
- Nakajima Tetsuzō (1886–1949), japanischer Generalleutnant
- Nakajima Ton, japanischer Schriftsteller
- Toshio Nakajima, japanischer Manager
- Nakajima Utako (1844–1903), japanische Dichterin
- Yasuharu Nakajima (* 1984), japanischer Radrennfahrer
- Yōtarō Nakajima (* 2006), japanischer Fußballspieler
- Yuki Nakajima (* 1990), japanische Biathletin
- Yuki Joseph Nakajima (* 2002), japanischer Sprinter